# Yuri Alvearová
Yuri Alvearová Orejuelaová (* 29. března 1986 Jamundí) je kolumbijská zápasnice – judistka, olympijská medailistka z roku 2012 a 2016.

## Sportovní kariéra
S judem se seznámila ve 14 letech na střední škole. V roce 2005 byla zařazena do programu Coldeportes na podporu talentovaných sportovců. Jejím osobním trenérem je Wilson Cañizales. V reprezentaci spolupracuje s Ramónem Lópezem a Baudilio Hernándezem. Technickým poradcem je Norijuki Hajakawa.
V roce 2008 se kvalifikovala na olympijských hrách v Pekingu. Ve druhém kole nezvládla zápas s Kubánkou Anaysi Hernándezovou. V úvodu zápasu se ujala vedení na wazari, ale vzápětí jí Kubánka poslala technikou o-uči-gari na ippon. V roce 2009 vybojovala nečekaný titul mistryně světa v nizozemském Rotterdamu. Sezonu 2010 vynechala kvůli zranění kolene a následné plastice vazu. V roce 2012 startovala na olympijských hrách v Londýně. Ve čtvrtfinále v úvodu zaváhala s Francouzkou Lucií Décosseovou a po deseti sekundách zápasu se nechala hodit na ippon technikou uči-mata. V boji o třetí místo porazila Číňanku Čchen Fej a získala bronzovou olympijskou medaili. V roce 2016 startovala na svých třetích olympijských hrách v Riu. V semifinále porazila v prodloužení kontrachvatem Britku Sally Conwayovou a postoupila do finále proti Japonce Haruce Tačimotové. Ve druhé minutě zápasu Japonka vystihla její pokus o o-goši, technikou tani-otoši spadla na zem a z následného držení se již nedostala. Získala stříbrnou olympijskou medaili.

### Vítězství
- 2011 - 3x světový pohár (São Paulo, Miami, Porto La Cruz)
- 2013 - 1x světový pohár (Montevideo)
- 2014 - 2x světový pohár (Santiago de Chile, Miami)
- 2016 - 1x světový pohár (Lima)
- 2017 - 2x světový pohár (Baku, Tchaj-pej)

## Výsledky
| Turnaj                  | 2007         | 2008         | 2009         | 2010         | 2011         | 2012         | 2013         | 2014         | 2015         | 2016         | 2017         | 2018         |  |
| Turnaj                  | 21           | 22           | 23           | 24           | 25           | 26           | 27           | 28           | 29           | 30           | 31           | 32           |  |
| Turnaj                  | střední váha | střední váha | střední váha | střední váha | střední váha | střední váha | střední váha | střední váha | střední váha | střední váha | střední váha | střední váha |  |
| ----------------------- | ------------ | ------------ | ------------ | ------------ | ------------ | ------------ | ------------ | ------------ | ------------ | ------------ | ------------ | ------------ |  |
| Olympijské hry          |              | úč.          |              |              |              | 3.           |              |              |              | 2.           |              |              |  |
| Mistrovství světa       | úč.          |              | 1.           | —            | úč.          |              | 1.           | 1.           | 3.           |              | 3.           | 3.           |  |
| Panamerické hry         | 3.           |              |              |              | 2.           |              |              |              | 3.           |              |              |              |  |
| Panamerické mistrovství | 1.           | 3.           | 1.           | —            | 3.           | 3.           | 3.           | 1.           | 2.           | 1.           | 1.           | 1.           |  |